# Poolse Successieoorlog
De Poolse Successieoorlog was een oorlog van 1733 tot 1738 om de opvolging op de Poolse troon, waarbij behalve het Pools-Litouwse Gemenebest ook Rusland, Saksen, Oostenrijk, Frankrijk en Spanje betrokken waren.
Na de dood van de Poolse koning August de Sterke in 1733 was de Poolse Sejm verdeeld over de vraag wie hem moest opvolgen. Buitenlandse mogendheden gingen zich in deze kwestie mengen.
De Franse kandidaat was Stanislaus Leszczynski, de Russische en Oostenrijkse kandidaat was Frederik August II van Saksen, de zoon van de overleden koning.
Omdat Polen veel te ver van de Franse machtssfeer af lag, hadden de Fransen geen mogelijkheid om hun kandidaat, die de schoonvader was van koning Lodewijk XV van Frankrijk, daadwerkelijke steun te bieden. De Franse eerste minister kardinaal de Fleury besloot daarom zich te beperken tot een aantasting van de Oostenrijkse machtspositie in West-Europa. Om de Britten niet te provoceren om aan de oorlog deel te nemen, zag hij af van een aanval op de Oostenrijkse Nederlanden, maar beperkte hij zich ertoe om de Franse legers Lotharingen te laten veroveren op Frans van Lotharingen, de verloofde van de Oostenrijkse troonopvolgster Maria Theresia, en om de Oostenrijkse bezittingen in Zuid-Italië te veroveren.
Russische en Oostenrijkse troepen liepen in de tussentijd heel Polen onder de voet en Stanislaus Leszczynski moest (in vrouwenkleren vermomd) per schip uit het belegerde Danzig ontsnappen.
Bij de uiteindelijke Vrede van Wenen werd er een voor de verschillende partijen min of meer bevredigende "deal" getroffen. Lodewijk XV accepteerde dat zijn schoonvader de Poolse troon verloren had. Deze mocht echter voor de rest van zijn leven het hertogdom Lotharingen besturen (doordat hij zo erg oud werd zou het tot 1766 duren voordat Frankrijk dit begeerde gebied eindelijk kon annexeren). Frans van Lotharingen kreeg Toscane in ruil voor zijn voorvaderlijke hertogdom. Don Carlos (de latere Karel III), zoon van koning Filips V van Spanje, een familielid van de Franse koning, mocht voortaan op het op de Oostenrijkers veroverde koninkrijk Napels en Sicilië regeren, in ruil waarvoor hij alleen het kleine hertogdom Parma, dat hij van zijn moeder had geërfd, aan Oostenrijk moest afstaan.